# Ronde van Frankrijk 2024/Derde etappe
De derde etappe van de Ronde van Frankrijk 2024 was de eerste vlakke rit van met een lengte van 230,8 kilometer, wat tevens de langste rit is in de Tour van 2024. De etappe werd verreden op 1 juli met start in Piacenza en eindigde in Turijn.

## Parcours
Over de Povlakte reden de renners van het oosten naar het westen, en er was een grote kans op de eerste massaspurt.

## Verloop
Biniam Girmay is de eerste renner uit Eritrea die een rit wint in de Ronde van Frankrijk. Ook Intermarché-Wanty zegeviert voor het eerst in de Tour. Het is een historische dag voor het ganse Afrikaanse continent. De Colombiaan Fernando Gaviria werd tweede gevolgd door de Belgische kampioen Arnaud De Lie. Door een val in de laatste kilometers was Jasper Philipsen uitgeschakeld voor de eindspurt. Door deze valpartij was het peloton in verschillende stukken, waardoor de Ecuadoriaan Richard Carapaz die in het eerste gedeelte van de groep zat de nieuwe geletruidrager.

## Uitslag etappe
| Piacenza – Turijn (230,8 km) |                   |                            |          |
| Plaats                       | Naam              | Ploeg                      | Tijd     |
| 1                            | Biniam Girmay     | Intermarché-Wanty          | 5u26'48" |
| 2                            | Fernando Gaviria  | Movistar Team              | z.t.     |
| 3                            | Arnaud De Lie     | Lotto Dstny                | z.t.     |
| 4                            | Mads Pedersen     | Lidl-Trek                  | z.t.     |
| 5                            | Dylan Groenewegen | Team Jayco AlUla           | z.t.     |
| 6                            | Phil Bauhaus      | Movistar Team              | z.t.     |
| 7                            | Fabio Jakobsen    | Team dsm-firmenich PostNL  | z.t.     |
| 8                            | Davide Ballerini  | Astana Qazaqstan           | z.t.     |
| 9                            | Sam Bennett       | Decathlon-AG2R La Mondiale | z.t.     |
| 10                           | Bryan Coquard     | Cofidis                    | z.t.     |

 –  Fabien Grellier was de strijdlustigste renner van de derde etappe.

## Klassementen

### Algemeen klassement
| Algemeen klassement (gele trui) |                  |                           |           |
| Plaats                          | Naam             | Ploeg                     | Tijd      |
| Gele trui                       | Richard Carapaz  | EF Education-EasyPost     | 15u20'18" |
| 2                               | Tadej Pogačar    | UAE Team Emirates         | z.t.      |
| 3                               | Remco Evenepoel  | Soudal Quick-Step         | z.t.      |
| 4                               | Jonas Vingegaard | Team Visma-Lease a Bike   | z.t.      |
| 5                               | Romain Bardet    | Team dsm-firmenich PostNL | 6"        |
| 6                               | Pello Bilbao     | Bahrain-Victorious        | +21"      |
| 7                               | Egan Bernal      | INEOS Grenadiers          | z.t.      |
| 8                               | Guillaume Martin | Cofidis                   | z.t.      |
| 9                               | Jai Hindley      | BORA-hansgrohe            | z.t.      |
| 10                              | Aleksandr Vlasov | BORA-hansgrohe            | z.t.      |

### Puntenklassement
| Puntenklassement (groene trui) |                  |                   |        |
| Plaats                         | Naam             | Ploeg             | Punten |
| Groene trui                    | Jonas Abrahamsen | Uno-X Mobility    | 76     |
| 2                              | Biniam Girmay    | Intermarché-Wanty | 66     |
| 3                              | Kévin Vauquelin  | Arkéa-B&B Hotels  | 60     |
| 4                              | Mads Pedersen    | Lidl-Trek         | 59     |
| 5                              | Fernando Gaviria | Movistar Team     | 41     |

### Bergklassement
| Bergklassement (bolletjestrui) |                     |                           |        |
| Plaats                         | Naam                | Ploeg                     | Punten |
| Bolletjestrui                  | Jonas Abrahamsen    | Uno-X Mobility            | 24     |
| 2                              | Valentin Madouas    | Groupama-FDJ              | 11     |
| 3                              | Frank van den Broek | Team dsm-firmenich PostNL | 9      |
| 4                              | Ion Izagirre        | Cofidis                   | 8      |
| 5                              | Romain Bardet       | Team dsm-firmenich PostNL | 3      |

### Jongerenklassement
| Jongerenklassement (witte trui) |                  |                         |           |
| Plaats                          | Naam             | Ploeg                   | Tijd      |
| Witte trui                      | Remco Evenepoel  | Soudal Quick-Step       | 15u20'18" |
| 2                               | Carlos Rodríguez | INEOS Grenadiers        | + 21"     |
| 3                               | Matteo Jorgenson | Team Visma-Lease a Bike | z.t.      |
| 4                               | Maxim Van Gils   | Lotto Dstny             | z.t.      |
| 5                               | Juan Ayuso       | UAE Team Emirates       | z.t.      |

### Ploegenklassement
| Ploegenklassement |                   |           |
| Plaats            | Ploeg             | Tijd      |
|                   | Team Movistar     | 46u01'06" |
| 2                 | UAE Team Emirates | + 30"     |
| 3                 | INEOS Grenadiers  | +51"      |
| 4                 | BORA-hansgrohe    | z.t.      |
| 5                 | Soudal Quick-Step | +1'31"    |

1e etappe ·
2e etappe ·
3e etappe ·
4e etappe ·
5e etappe ·
6e etappe ·
7e etappe ·
8e etappe ·
9e etappe ·
10e etappe ·
11e etappe ·
12e etappe ·
13e etappe ·
14e etappe ·
15e etappe ·
16e etappe ·
17e etappe ·
18e etappe ·
19e etappe ·
20e etappe ·
21e etappe
Startlijst · Eindstanden · Afbeeldingen